# 十刹
十刹（じっせつ、じっさつ）は、五山制度に基づく寺格の一つである。五山に次ぎ、諸山の上に位置する。日本では臨済宗の寺格をいう。

## 概要
元来は南宋の寧宗の頃にインドの五精舎十塔所の故事に倣って「五山」とともに「十刹」を定めて保護を与えたのが由来と言われている。
日本では、建武の新政の段階で既に南禅寺、浄妙寺（両寺は後に五山に昇格）、豊後国の万寿寺が「十刹」に指定されていたことが明らかとされており、「十刹」成立を鎌倉時代末期とするのが通説とされている。
室町幕府によって「天下十刹」が定められたものの、その時々に応じて入る寺院や順位などが変動した。至徳3年7月10日（1386年）に五山制度の改革にあわせて十刹制度の改革を行って、「京都十刹」と「関東十刹（鎌倉十刹）」に分けられて京都と関東（鎌倉以外の寺院も含む）がそれぞれ10ヶ寺ずつ定められた。だが、地方の寺院は「天下十刹」に入っていたものでも結果的にその資格を取り上げられたためにこれに強く反発し、後に枠外として「十刹」に追加される寺院も現れた。そのため、明応元年（1490年）には46ヶ寺、更に後には60ヶ寺まで増加することになった。

## 中国の十刹
中国語版ウィキペディア『十刹 (中国)』より（なお、山号・寺号については無著道忠『禅林象器箋』記載のものを使用）。
| 位次   | 寺名     | 山号・寺号         | 位置     | 状態              |
| ------ | -------- | ------------------ | -------- | ----------------- |
| 第一位 | 中天竺寺 | 天寧万寿永祚禅寺   | 杭州     | 現存              |
| 第二位 | 万寿寺   | 道上山護聖万寿禅寺 | 湖州     | 現存・現称:径山寺 |
| 第三位 | 霊谷寺   | 蒋山太平興国禅寺   | 南京     | 現存              |
| 第四位 | 報恩寺   | 万寿山報恩光孝禅寺 | 蘇州     | 現存              |
| 第五位 | 雪竇寺   | 雪竇山資聖禅寺     | 寧波     | 現存              |
| 第六位 | 江心寺   | 江心山龍翔禅寺     | 温州     | 現存              |
| 第七位 | 雪峰寺   | 雪峰山崇聖禅寺     | 福州     | 現存              |
| 第八位 | 双林寺   | 雲黄山宝林禅寺     | 浙江金華 | 廃寺              |
| 第九位 | 雲岩寺   | 虎丘山雲岩禅寺     | 蘇州     | 現存              |
| 第十位 | 国清寺   | 天台山国清教忠禅寺 | 浙江天台 | 現存              |

## 天下十刹

### 暦応4年8月23日（1341年）
暦応4年8月23日（1341年）の十刹は以下の通りである。
- 浄妙寺 - 第一位（→後に五山昇格）
- 禅興寺 - 第二位（→後に廃寺）
- 聖福寺 - 第三位
- （京都）万寿寺 - 第四位（→後に五山昇格）
- 東勝寺 - 第五位（→後に廃寺）
- （鎌倉）万寿寺 - 第六位（→後に廃寺）
- 長楽寺 - 第七位（→後に天台宗改宗）
- 真如寺 - 第八位
- 北禅寺（山城国安国寺） - 第九位（→後に廃寺）
- （豊後）万寿寺 - 第十位（→後に廃寺となるが再興）

### 延文3年9月2日頃（1358年）
延文3年9月2日頃（1358年）の十刹は以下の通りである。
- 禅興寺
- 聖福寺
- （鎌倉）万寿寺
- 東勝寺
- 長楽寺
- 真如寺
- 北禅寺（山城国安国寺）
- （豊後）万寿寺
- 清見寺
- 臨川寺

### 康暦2年1月26日頃（1380年）
康暦2年1月26日頃（1380年）の十刹は以下の通りである。この時、十刹に加えて準十刹6ヶ寺が定められた。
- 等持寺
- 禅興寺
- 聖福寺
- 東勝寺
- （鎌倉）万寿寺
- 長楽寺
- 真如寺
- 北禅寺（山城国安国寺）
- （豊後）万寿寺
- 清見寺

#### 準十刹
- 臨川寺
- 宝幢寺
- 瑞泉寺
- 普門寺
- 宝林寺
- 国清寺

### 至徳3年7月10日頃（1386年）
至徳3年7月10日頃（1386年）の十刹は以下の通りである。この時、京都十刹及び鎌倉十刹が定められた。

#### 京都十刹
- 等持寺 - 第一位（天龍寺派寺院等持院として残る）
- 臨川寺 - 第二位（天龍寺派寺院として残る）
- 真如寺 - 第三位（相国寺派寺院として残る）
- 北禅寺（山城国安国寺） - 第四位（→後に廃寺）
- 宝幢寺 - 第五位（鹿王院として残る）
- 普門寺 - 第六位（東福寺の常楽庵として残る）
- 広覚寺 - 第七位（→後に廃寺）
- 妙光寺 - 第八位（建仁寺派寺院として残る）
- 大徳寺 - 第九位
- 竜翔寺 - 第十位（大徳寺派寺院として残る）

#### 関東十刹
- 禅興寺 - 第一位（→後に廃寺)(現在は建長寺派寺院明月院が名跡を管理中）
- 瑞泉寺 - 第二位（円覚寺派）
- 東勝寺 - 第三位（→後に廃寺）
- （鎌倉）万寿寺 - 第四位（→後に廃寺）
- 大慶寺 - 第五位（円覚寺派）
- 興聖寺 - 第六位（→後に廃寺）
- 東漸寺 - 第七位（建長寺派）
- 善福寺 - 第八位（→後に廃寺）
- 法泉寺 - 第九位（→後に廃寺）
- 長楽寺 - 第十位（→後に天台宗改宗）

### 文明末年（1486年）
文明末年（1486年）の十刹は以下の46ヶ寺である。
- 等持寺
- 臨川寺
- 禅興寺（→後に廃寺）
- 聖福寺
- 東勝寺（→後に廃寺）
- （鎌倉）万寿寺（→後に廃寺）
- 長楽寺（→後に天台宗改宗）
- 真如寺（相国寺派寺院として残る）
- 北禅寺（山城国安国寺）（→後に廃寺）
- （豊後）万寿寺
- 清見寺
- 定林寺（→後に廃寺）
- 宝幢寺（鹿王院として残る）
- 崇禅寺（未詳）
- 瑞泉寺（円覚寺派）
- 普門寺（東福寺の常楽庵として残る）
- 広覚寺（→後に廃寺）
- 大徳寺
- 妙光寺（建仁寺派寺院として残る）
- 宝林寺
- 国清寺
- 興国寺
- 承天寺
- 乗福寺
- 光孝寺（曹洞宗山名寺として残る）
- 天寧寺（曹洞宗に改宗）
- 円福寺（瑞巌寺として残る）
- 興聖寺
- 雲巌寺
- 善福寺（→後に廃寺）
- 東光寺（→廃寺となり現在は鎌倉宮となっている。）
- 弘祥寺（→後に廃寺）
- 興化寺（→後に廃寺）
- （丹波）安国寺
- 能仁寺
- 光明寺（未詳）
- 法雲寺
- 崇福寺
- 興徳寺
- 米山寺（→後に廃寺）
- 海会寺
- 開善寺
- 補陀寺
- 大慈寺
- 正観寺（南禅寺派寺院として残る）
- 天福寺